# Грб Сент Винсента и Гренадина
Грб Сент Винсента и Гренадина је званични хералдички симбол карипске државе Сент Винсент и Гренадини. Грб се заснива на колонијалном грбу острва, а као државни грб усвојен је 1979. године, након проглашења независности.
На врху грба је стабљика памука, а испод ње су две жене у римским тогама. Лева жена, која држи маслинову гранчицу, симболизује мир, а десна, која клечи пред олтаром на којем је вага, симбол је правде.
У подножју је државно гесло, латински натпис „Pax et justitia“ (Мир и правда).